# Marcel Lapierre (vigneron)
Pour les articles homonymes, voir Marcel Lapierre et Lapierre.
Marcel Lapierre, né à Villié-Morgon le 17 avril 1950 et mort à Pierre-Bénite,,, le 11 octobre 2010, est un viticulteur français, producteur de morgon et de beaujolais. Il est connu pour avoir été un précurseur des « vins naturels » et sans soufre.

## Travail et philosophie
C'est le négociant et dégustateur Jules Chauvet, rencontré au début des années 1980 à La Chapelle-de-Guinchay, qui l'a incité à redécouvrir l'importance du labour des vignes et du rôle des levures indigènes. Il est reconnu pour son travail de précurseur, ayant promu la vinification sans intrants, qui ont influencé d'autres vignerons après lui. Il a proposé une idée singulière du vin, fondée sur une compréhension nouvelle de la microbiologie du sol et du végétal. 

## Historique du domaine
Marcel Lapierre est un vigneron établi au Domaine des Chênes à Villié-Morgon, dans le Beaujolais, il reprend un domaine familial en 1973, composé alors de 7 hectares. 
Il commence à élaborer des cuvées sans soufre et sans intrants en 1981. Sa femme, Marie, travaille avec lui sur le domaine à partir de 1982.
Son fils Mathieu Lapierre travaille avec lui sur le domaine à partir de 2005.
Il meurt le 11 octobre 2010 à l'âge de soixante ans. 
Mathieu Lapierre continue de s'occuper des 18 hectares du domaine, il est rejoint en 2013 par sa sœur Camille Lapierre.

## Citations
«Je ne connais aucune déception qui résiste à un morgon de Marcel Lapierre.» 
Guy Debord
«Marcel Lapierre est mort mais il aura peut-être réussi à faire mentir son ami Guy Debord qui écrivait dans Panégyrique : “Au banquet de la vie, au moins là bons convives, nous étions assis sans avoir pensé un seul instant que tout ce que nous buvions avec une telle prodigalité ne serait pas ultérieurement remplacé pour ceux qui viendraient après nous. De mémoire d’ivrogne, on n’avait jamais imaginé que l’on pourrait voir des boissons disparaître du monde avant le buveur."»
Jérôme Leroy 